# هيروأكي كومون
هيروأَكي كومونْ (باليابانية: 公文 裕明) (20 أكتوبر 1966 في كاناغاوا في اليابان – )؛ هو لاعب كرة قدم ياباني سابق كان يلعب كمدافع.

## وصلات خارجية
- هيروأكي كومون على موقع رابطة كرة القدم اليابانية للمحترفين (اليابانية)
- هيروأكي كومون على موقع عالم كرة القدم.نت (الإنجليزية)